# LogP
Ne doit pas être confondu avec Modèle LogP (Informatique).
Le LogP, aussi appelé Log Kow, est une mesure de la solubilité différentielle de composés chimiques dans deux solvants (coefficient de partage octanol/eau).
Le LogP est égal au logarithme du rapport des concentrations de la substance étudiée dans l'octanol et dans l'eau. LogP = Log(Coct/Ceau). Cette valeur permet d'appréhender le caractère hydrophile ou hydrophobe (lipophile) d'une molécule. En effet, si le LogP est positif et très élevé, cela exprime le fait que la molécule considérée est bien plus soluble dans l'octanol que dans l'eau, ce qui reflète son caractère lipophile, et inversement, si le Log P est négatif cela signifie que la molécule considérée est hydrophile. Un LogP nul signifie que la molécule est aussi soluble dans un solvant que dans l'autre. Le LogD est une mesure plus raffinée du LogP tenant compte de la modification de celui-ci en fonction du pH de la phase aqueuse et du pKa du composé étudié.

## Applications
Le logP rend compte de la tendance d’une molécule à s’accumuler dans les membranes biologiques des organismes vivants. S'il est élevé, le risque de bioaccumulation est important. Ainsi il est utilisé aussi en écotoxicologie.

### Absorption des médicaments
Le logP d'un composé (typiquement un médicament) a longtemps été utilisé pour en prédire l'absorption et notamment le passage de la barrière hémato-encéphalique . Toutefois, cette pratique est remise en cause, les résultats étant peu précis et donnant lieu à de nombreux faux positifs

### Pouvoir anesthésiant
La théorie de Meyer-Overton qui date du début du XXe siècle de l'anesthésie générale observe une corrélation positive entre l'effet anesthésique d'une molécule et son coefficient de partage, qui était alors huile d'olive/eau.

## Estimation du LogP

### Choix du solvant
Bien que la mesure se fasse le plus fréquemment entre l'octanol et l'eau, d'autres solvants tels que le chloroforme, l'hexane ou le diperlargonate de propylène glycol sont également utilisés. La différence de LogP entre deux solvants comme l'octanol et l'hexane permet par exemple d'isoler la contribution des liaisons hydrogène du composé étudié.

### Méthode du flacon agité
La plus classique et la plus fiable des méthodes de détermination du LogP est la méthode dite du "flacon agité".
Cette méthode consiste à mélanger une quantité connue de soluté dans un volume connu d'octanol et d'eau, puis de mesurer la distribution du soluté dans chaque solvant. La méthode la plus courante pour mesurer cette distribution est la spectroscopie UV/Visible.
Cette méthode comporte des avantages :
- Méthode la plus précise
- Précise pour la plus large gamme de solutés (neutres comme chargés)
- La structure chimique n'a pas besoin d'être connue avant de procéder.

et des inconvénients :
- Le temps nécessaire (30 minutes par échantillon)
- L'octanol et l'eau doivent être pré-mélangés et équilibrés (cela prend au moins 24 heures)
- Il faut attendre la solubilisation complète
- Le rapport concentration/réponse UV/visible doit être linéaire dans la gamme de concentrations du soluté (Loi de Beer-Lambert)

### Détermination par HPLC
Une méthode plus rapide de détermination du LogP utilise la chromatographie liquide haute performance (HPLC).
Le LogP d'un soluté peut être déterminé par corrélation entre son temps de rétention et celui de composés similaires avec un LogP connu.
Cette méthode a l'avantage d'être rapide (5 à 20 minutes par échantillon), mais présente certains inconvénients :
- La structure chimique du soluté doit être connue avant de procéder
- Puisque le LogP est habituellement déterminé par régression linéaire, on doit connaître le LogP de plusieurs composés de structure similaire.
- Des classes de composés chimiques différentes ont des coefficients de corrélation différents, la comparaison entre les classes n'est pas valable.

### Prédiction
Des programmes de simulation de LogP existent. Ils fonctionnent selon des modes différents.
- La méthode des fragments
  - Il a été démontré que le LogP d'un composé est plus ou moins égal à la somme des LogP de ses fragments.
  - Les LogP fragmentaires ont été déterminées statistiquement. Cette méthode donne des résultats mitigés et ne dépasse pas une précision de ± 0,1.
- Réseau de neurones
  - Les réseaux de neurones sont habituellement très bons pour calculer des LogP lorsqu'on les a entraînés avec des composés de structure similaire et de LogP connu.
- Autres méthodes
  - La plupart des programmes utilisent une combinaison des deux méthodes décrites ci-dessus.
  - D'autres utilisent les cartes de Kohonen.

### Calculateurs du LogP
- http://www.molinspiration.com/cgi-bin/properties (interactive logP calculator)
- http://www.pirika.com/chem/TCPEE/LOGKOW/ourlogKow.htm
- Molecular Property Explorer
- http://www.vcclab.org/lab/alogps calcul et comparaison interactifs de plusieurs méthodes
- http://www.vcclab.org/online.html  résumé des outils interactifs pour des calculs de logP

### Produits commerciaux
- http://www.acdlabs.com/products/phys_chem_lab/logp/competit1.html
- « Overview », sur biobyte.com (consulté le 24 décembre 2023)

### Données informatiques
- « LogP (JOELib API Documentation) », sur uni-tuebingen.de via Internet Archive (consulté le 24 décembre 2023)

### Où trouver des valeurs de LogP?
- https://pubchem.ncbi.nlm.nih.gov/ Hazardous Substances Data Bank (HSDB) issue de TOXNET